# سیارک ۶۱۶۳
سیارک ۶۱۶۳ (به انگلیسی: 6163 Reimers، نامگذاری:1977FT) شش هزار و صد و شصت و سومین سیارک کشف شده‌است که در ۱۶ مارس ۱۹۷۷ کشف شد.
قدر مطلق سیارک برابر ۱۴٫۵۰ است.